# Santiago Ignacio Barberena
Santiago Ignacio Barberena Fuentes (Antigua Guatemala, 30 de julio de 1851-San Salvador, 26 de noviembre de 1916) fue un abogado, docente, historiador, ingeniero, lingüista, y enciclopedista salvadoreño, célebre por incursionar en múltiples campos del saber. 

## Biografía
Nació en Guatemala, aunque sus padres eran salvadoreños. En 1859, se establece con su familia en la ciudad de San Salvador. Realizó sus estudios de educación media en el Colegio de la Asunción de la capital salvadoreña, donde se graduó como bachiller en Filosofía.  En 1876, obtuvo el grado académico de Doctor en Jurisprudencia en la Universidad de El Salvador y al año siguiente, el de Doctor en Ingeniería Topográfica en la Universidad de San Carlos de Guatemala.    
Desde 1871 hasta la fecha de su muerte, trabajo como docente de matemática, geometría, astronomía y cosmografía en distintas instituciones educativas del país, entre ellas, el Liceo Salvadoreño, la Universidad de El Salvador, la Escuela Politécnica Militar, las Escuelas Normales y el Instituto Nacional de El Salvador. En la Universidad Nacional se desempeñó como catedrático de física y topografía, y como Decano de la Facultad de Ingeniería (1886), Rector (1909-1910) y director de la revista "La Universidad" (1909-1913).
En 1885 formó dos tablas, una de las principales medidas usadas en El Salvador con su correspondencia en medidas métricas y otra para calcular el valor en pesos y centavos de un número cualquiera de metros, kilógramos y litros, conocido el de una vara, libra, medio almud y botella. El gobierno provisional del general Francisco Menéndez consideró estas tablas como importantes para "vulgarizar y poner en práctica el sistema métrico decimal" y por tanto acordó en el 25 de septiembre de 1885 que se distribuyan mil ejemplares de cada una de las tablas a todas las oficinas y establecimientos de enseñanza y que se dé igual número de ejemplares por vía de gratificación al doctor Barberena.
El doctor Barberena, trabajó como topógrafo y astrónomo para la Comisión de Límites entre Guatemala y México (1878-1881).  También examinó la zona nororiental salvadoreña, con el fin de trazar una línea divisoria entre las repúblicas de El Salvador y Honduras en 1886. 
En el campo de la arqueología, el doctor Barberena, encabezó en 1888, por invitación del gobierno de Honduras, una expedición al sitio arqueológico maya de Copán. En 1892, realizó las primeras exploraciones arqueológicas en los sitios de El Tazumal, Casa Blanca y Cara Sucia en la zona occidental de El Salvador, así como en la Cueva del Espíritu Santo, en Corinto, Morazán. Fue director del Observatorio Astronómico y Meteorológico de El Salvador (1893-1911) y del Museo Nacional de El Salvador (1903-1911), conocido actualmente con el nombre oficial de Museo Nacional de Antropología Dr. David J. Guzmán. 
Fue jefe de redacción de la revista "La Unión" (1889-1890), además de escribir numerosos artículos periodísticos y de divulgación científica en los periódicos de la época, el Diario Latino y el Diario de San Salvador. Bajo el patrocinio del gobierno publicó, su obra más conocida, Historia de El Salvador. Época antigua y de la conquista (San Salvador, Imprenta Nacional, 2 tomos, 1914 y 1917). Otras de sus obras publicadas son: 
- Gramática elemental de la lengua quiché (San Salvador, 1892);
- Descripción geográfica y estadística de la República de El Salvador (San Salvador, 1892);
- Etnografía e historia de los aborígenes de El Salvador (San Salvador, 1895);
- Curso elemental de historia de la lengua española, precedido de nociones indispensables de filología clásica y etnología lingüística (San Salvador, 1901); y
- División administrativa de la República de El Salvador en 1910 también conocida como "Monografías Departamentales" (San Salvador, 1910).

El doctor Barberena fue miembro fundador de la Academia de Ciencias y Bellas Letras en San Salvador (1888), y miembro de número de la Academia Salvadoreña de la Lengua.